# Werturteil
Ein Werturteil drückt positive oder negative Auszeichnung aus, die in der Stellungnahme einer Person bezüglich eines mehr oder minder genau bestimmten Objekts enthalten ist. Sie geht häufig einher mit der mehr oder minder ausdrücklichen Erwartung und/oder Aufforderung an Dritte, dieselbe Wertung als hinreichend gerechtfertigte mitzuvollziehen.

## Werturteil oder Wertaussage
Konzeptionen von Logik unterscheiden sich darin, ob sie von bestimmten Grundbegriffen wie „Urteil“ und/oder „Aussage“ (bzw. „normative Aussage“) ausgehen. Davon hängt zum Beispiel ab, ob ein Werturteil logisch in der Form eines Satzes in Subjekt-Prädikat-Struktur vorgestellt wird oder als ein sich vollziehender Akt des Wertens oder als ein logisches Gebilde, als das eine Aussage oft angesehen wird, oder wiederum auf eine noch andere, etwa psychologische oder handlungstheoretische Weise.
Die Explikation von „Werturteil“ erfordert eine explizite Werttheorie oder eine andersartige Präzision, was unter Wert genau zu verstehen sei.

## Begriffsgeschichte

### Ignaz Pokorny
Der Herbartianer Ignaz Pokorny hat den Werturteilsbegriff eng an den Begriff des Gefühls gebunden. Pokorny unterscheidet theoretische Urteile, die ihm zufolge „Urteile über das Sein und seine näheren Bestimmungen“ sind, und Werturteile, die er auch praktische Urteile nennt. Werturteile sind nach Pokorny Ausgangspunkt der Ästhetik und treten in sehr verschiedener Form auf (z. B. Billigung, Missbilligung, Wohlgefallen, Missfallen, Vorziehen, Verwerfen). Er beobachtet, dass verschiedene Personen und Gesellschaften unterschiedliche Werturteile fällen und damit bedingt sind. Er fordert, dass die Ästhetik unbedingte Werte suchen solle. Werturteile haben nach seiner Auffassung Gegenstände zum Subjekt und Gefühle zum Prädikat. Soll das Werturteil unbedingt sein, muss auch das Gefühl unbedingt, d. h. von anderen Vorstellungen unabhängig sein.

### Max Weber
Vor allem in der noch immer anhaltenden Debatte um die Werturteilsfreiheit wird häufig ein kaum explizierter Begriffsgebrauch zugrunde gelegt, der Max Weber (1864–1920) folgt bzw. zu folgen glaubt.

„Unter ‚Wertungen‘ sollen ‚praktische‘ Bewertungen einer durch unser Handeln beeinflußbaren Erscheinung als verwerflich oder billigenswert verstanden sein.“

Und:

„Werturteile sind praktische Wertungen sozialer Tatsachen als, unter ethischen oder unter Kulturgesichtspunkten (oder aus anderen Gründen), praktisch wünschenswert oder unerwünscht.“

Als Definitionsversuche sind diese Formulierungen unzureichend, weil im Definiens wie im Definiendum dieselben Ausdrücke auftreten (logischer Zirkel). Genau derselbe Einwand gilt auch für „value judgment“ = (def. ) „a judgment of what is desirable or worth while“.
Um ein klares Bild von Max Webers Äußerungen zu „Werturteil“ zu gewinnen, und zwar insbesondere über seine Auffassung von Logik und seine Werttheorie, kann man zuerst den Umkreis der Debatten klären, die Webers Thesen nicht nur aufgeklärt, sondern stellenweise eher verdunkelt haben.
Karl Popper noch hatte Max Weber wegen seines extensiven Gebrauchs expliziter Definitionen in den Bannkreis des Essentialismus gestellt. In dem Positivismusstreit jedoch verteidigten Vertreter des Kritischen Rationalismus wie Hans Albert, Wolfgang Schluchter und Herbert Keuth nicht nur Popper, sondern auch Weber gegen den Positivismus- und Dezisionismus-Vorwurf, Angriffe, wie sie etwa von Herbert Marcuse und Jürgen Habermas vorgetragen worden waren.
Erst späterhin wurde zur Kenntnis genommen, dass Max Weber in Wissenschaftslehre und Werttheorie sich unverkennbar an den Badischen Neukantianismus, insbesondere an Heinrich Rickert, angeschlossen hatte. Weber hat diese Vorarbeiten zwar seinen besonderen Zwecken und Vorstellungen entsprechend modifiziert; dennoch ist diese problemgeschichtliche Beziehung zu beachten, wenn man Webers wissenschaftstheoretische Ausführungen verstehen will.

### Victor Kraft
Victor Kraft (1880–1975) hält den Wertbegriff für definierbar. Er unterscheidet Wertträger und Wertprädikat:

„Der Gegenstand, dem ein Wert zugeschrieben wird, ist der Wertträger; den Wert, der ihm zugeschrieben wird, spricht ein Wertprädikat aus. Dieses ist ein Wertbegriff, meist in adjektivischer, aber auch in substantivischer oder verbaler Form: x ist sündhaft, x ist eine Sünde, x sündigt.“

Die verschiedenen Wertarten unterscheiden sich nach Kraft in ihrem sachlich, deskriptiven Gehalt. Kraft bestreitet eine unabhängige Existenz von Werten und grenzt sich damit vom sogenannten Wertabsolutismus (vgl. Wertrealismus) ab.

### Hans Albert
Anknüpfend an Kraft ist nach Hans Albert (1921–2023) ein Satz genau dann ein Werturteil, wenn dieser
1. den jeweils anvisierten Sachverhalt in positiver oder negativer Weise für das Verhalten (Stellungnahme oder Handeln) auszeichnet;

2. dabei ein normatives Prinzip (Wertstandard oder Verhaltensmaxime) als gültig unterstellt, das ein entsprechendes Verhalten fordert; und

3. eine präskriptive Erwartung involviert, daß die Adressaten des Satzes sich mit diesem Prinzip identifizieren und sich daher entsprechend verhalten.

### Theodor Geiger
Theodor Geiger (1891–1952) gewinnt seine werttheoretische Position in Auseinandersetzung mit der Uppsala-Schule (vgl. Axel Hägerström). Nach Geigers Auffassung objektiviert ein Werturteil das subjektive Verhältnis einer Person zu einem Objekt, wobei die sprachliche Darstellung unzulässiger Weise aus der subjektiven Wertung eine objektive Eigenschaft des bewerteten Objektes macht. Diesen Missbrauch von Sprache hält Geiger für illegitim:

„Das Werturteil also objektiviert ein subjektives Verhältnis des Sprechenden zu einem Gegenstand und macht dieses Pseudo-Objektive zum Aussagebestandteil eines Satzes von der Form theoretischer Sachaussagen. Dies ist illegitim.“

## Wertfreiheit
In der Wissenschaftstheorie wird häufig die Forderung gestellt, dass wissenschaftliche Aussagen frei von normativem (oder zumindest von moralischem) Gehalt sein sollen. Diese Eigenschaft bezeichnet man als Wertfreiheit.

## Werturteilsstreit
Werturteile sind ein zentraler Gegenstand des Werturteilsstreites in der Soziologie und Nationalökonomie. Bei diesem Streit geht es um die Frage, ob in der Wissenschaft Werturteile über von der Politik zu ergreifende Maßnahmen getroffen werden sollen bzw. ob solche Werturteile wissenschaftlich gerechtfertigt werden können.

## Werturteile und Meinungsfreiheit
Die Unterscheidung von Werturteilen und Tatsachenbehauptungen spielt bei der Frage, was und wie stark etwas unter die Meinungsäußerungsfreiheit (siehe Meinungsfreiheit) fällt, eine große Rolle. Das deutsche Bundesverfassungsgericht definiert ein Werturteil (und damit eine „Meinung im engeren Sinne“) als eine durch Elemente der Stellungnahme und des Dafürhaltens geprägte Äußerung.